# Circonscription d'Aisha
La circonscription d'Aisha est une des 23 circonscriptions législatives de l'État fédéré Somali, elle se situe dans la Zone Shinile. Son représentant actuel est Mehamed Roble Mehamud.